# Walter Crommelin

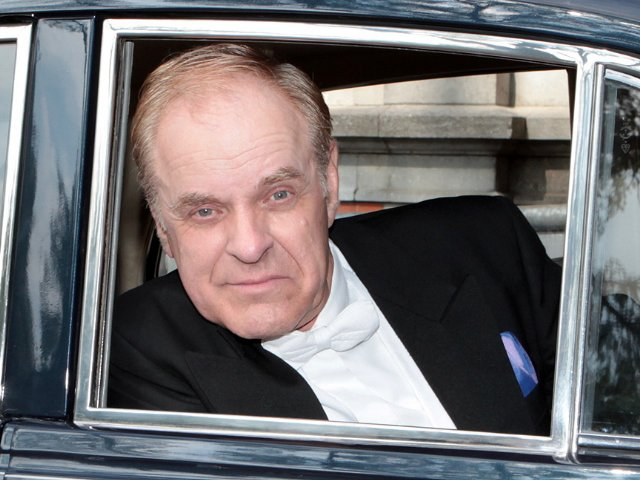
Walter Crommelin

Walter Crommelin (* 19. August 1948 in Rotterdam) ist ein niederländischer Schauspieler.

## Biografie
Crommelin stammt aus einer künstlerischen Familie. Seine Großmutter war Konzertpianistin. Crommelin lernte ab seinem siebten Lebensjahr Klavier. Er studierte am Sweelinck Konservatorium in Amsterdam. Bereits mit acht Jahren trat er in einem Schülerkonzert im Kleinen Saal des Concertgebouw auf. Weitere Studien führte ihn ans Konservatorium nach Genf, wo er 1975 einen Premier Prix mit Auszeichnung für seine Interpretation von Werken von Béla Bartók, César Franck und Sergei Prokofjew erhielt. Crommelin trat dann auch einige Jahre als Pianist auf, bevor er zur Schauspielerei wechselte. 
Crommelin ist als Schauspieler vor allem durch seine Rollen in verschiedenen Kinderfilmen und Kinderserien bekannt geworden. 1997 spielte er in dem Jugendfilm Mijn Franse tante Gazeuse die Rolle des Vader Tekelenburg. In dem Familienfilm Otje, einer Verfilmung des Romans von Annie M. G. Schmidt, verkörperte er 1998 die Rolle des Doktor Spijker. Besondere Bekanntheit erlangte er auch durch seine Rolle als Butler Hopjes in der Comedyserie Toen was geluk heel gewoon. In der niederländischen Comedyserie Loenatik, einer Serie über die Insassen einer Psychiatrischen Klinik,  spielte er die Rolle des Direktors Bomhoff, der dauernd mit Computerspielen beschäftigt ist. 
2006 bis 2009 spielte er in der Fernsehserie Het Huis Anubis die Serienrolle des Internatsaufsehers Victor Emanuel Rodenmaar.
Crommelin arbeitet auch als Sprecher für Hörspiele (Bürgermeister Dickerdack in Heer Bommel) und bei Werbespots. Er ist unter anderem in der Werbung für die niederländische Bank ABN AMRO zu hören.
Crommelin lebt in Haarlem.

## Filmografie
- 1981–1982: De lachende Scheerkwast (Fernsehserie)
- 1984: Opzoek naar Yolanda (Fernsehserie)
- 1989–1994: We zijn weer thuis (Fernsehserie)
- 1990: Ein Single zum Knutschen (De gulle Minnaar)
- 1991: Mevrouw Ten Kate en het beest in de mens
- 1995: Filmpje!
- 1995–2009: Toen was geluk heel gewoon (Fernsehserie)
- 1996: Das geheimnisvolle Kleid (De jurk)
- 1996: Mijn franse tante Gazeuse
- 1998: Flodder (Fernsehserie)
- 1998: Otje
- 2000: Loenatik (Fernsehserie)
- 2002: Loenatik – De moevie
- 2004: Ellis in Glamourland
- 2006–2009: Het Huis Anubis